# Liste des sénateurs des États-Unis pour le Massachusetts
Le Massachusetts est attaché aux États-Unis depuis le 6 février 1788. Cette page dresse la liste des deux sénateurs qui représentent l'État au Congrès fédéral à partir de cette date.

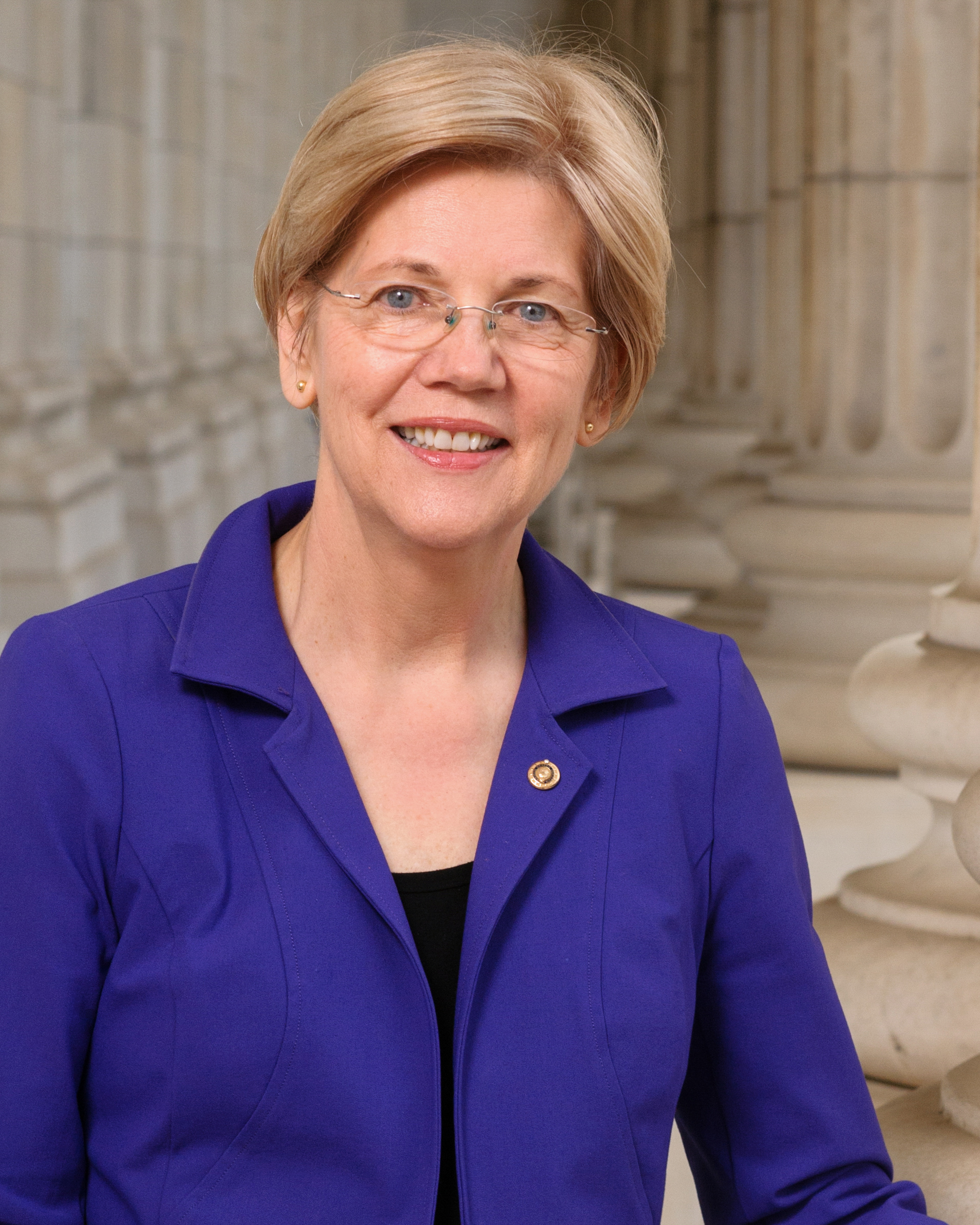
Elizabeth Warren, sénatrice séniore démocrate de l'État.
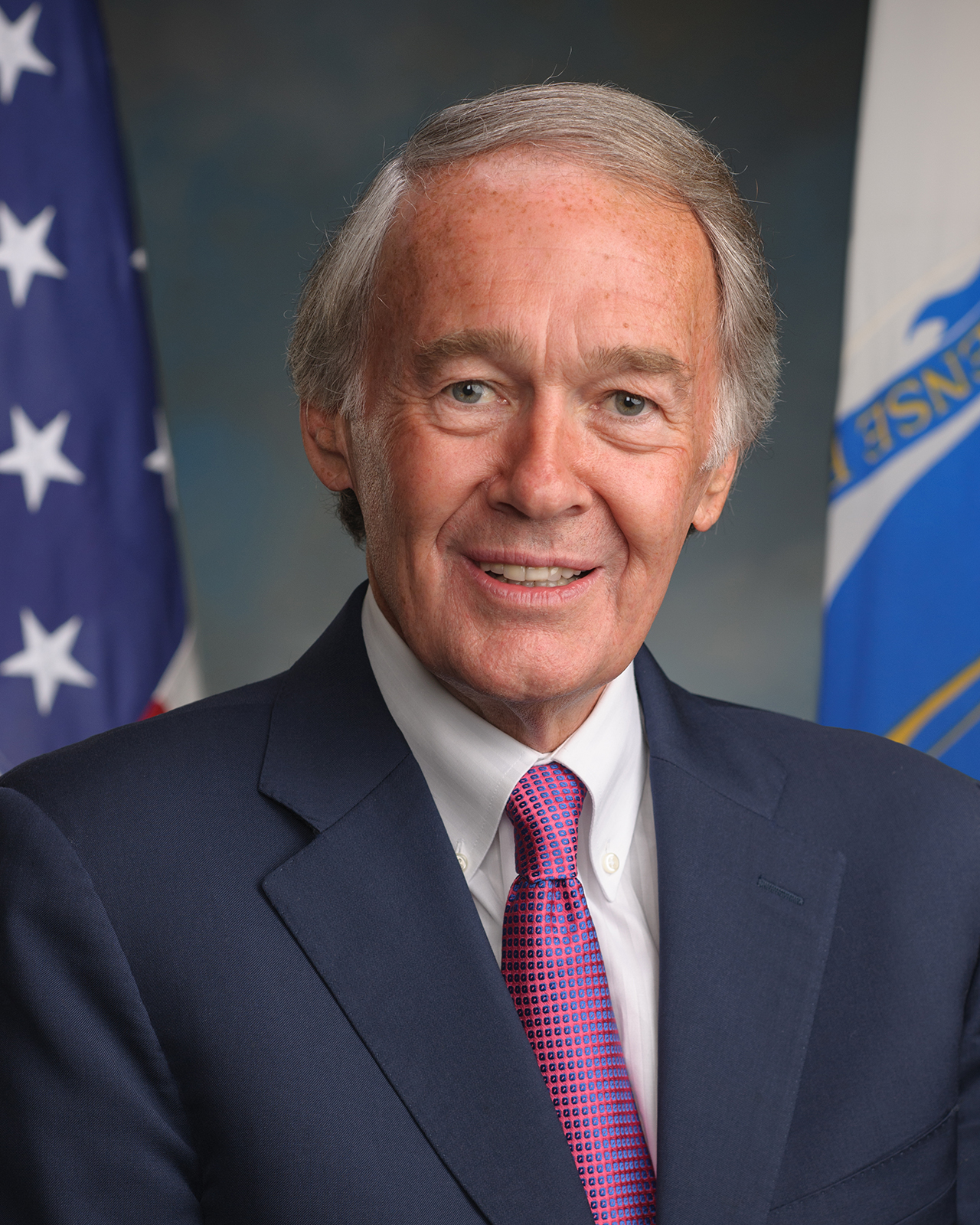
Ed Markey, sénateur junior de l'État, également démocrate.

## Classe I
| #   | Nom                    | Parti                       | Dates du mandat |
| --- | ---------------------- | --------------------------- | --------------- |
| 1.  | Tristram Dalton        | Pro-administration          | 1789 – 1791     |
| 2.  | George Cabot           | Pro-administration          | 1791 – 1796     |
| 3.  | Benjamin Goodhue       | Fédéraliste                 | 1796 – 1800     |
| 4.  | Jonathan Mason         | Fédéraliste                 | 1800 – 1803     |
| 5.  | John Adams             | Fédéraliste                 | 1803 – 1808     |
| 6.  | James Lloyd            | Fédéraliste                 | 1808 – 1813     |
| 7.  | Christopher Gore       | Fédéraliste                 | 1813 – 1816     |
| 8.  | Eli Ashmun             | Fédéraliste                 | 1816 – 1818     |
| 9.  | Prentiss Mellen        | Fédéraliste                 | 1818 – 1820     |
| 10. | Elijah Mills           | Fédéraliste                 | 1820 – 1827     |
| 11. | Daniel Webster         | National-Républicain / Whig | 1827 – 1841     |
| 12. | Rufus Choate           | Whig                        | 1841 – 1845     |
| 13. | Daniel Webster         | Whig                        | 1845 – 1850     |
| 14. | Robert Winthrop        | Whig                        | 1850 – 1851     |
| 15. | Robert Rantoul         | Démocrate                   | 1851 – 1851     |
| 16. | Charles Sumner         | Free soil / Républicain     | 1851 – 1874     |
| 17. | William Washburn       | Républicain                 | 1874 – 1875     |
| 18. | Henry Dawes            | Républicain                 | 1875 – 1893     |
| 19. | Henry Cabot Lodge      | Républicain                 | 1893 – 1924     |
| 20. | William Butler         | Républicain                 | 1924 – 1926     |
| 21. | David Walsh            | Démocrate                   | 1926 – 1947     |
| 22. | Henry Cabot Lodge, Jr. | Républicain                 | 1947 – 1953     |
| 23. | John Kennedy           | Démocrate                   | 1953 – 1960     |
| 24. | Benjamin A. Smith II   | Démocrate                   | 1960 – 1962     |
| 25. | Edward Kennedy         | Démocrate                   | 1962 – 2009     |
| 26. | Paul Kirk              | Démocrate                   | 2009 – 2010     |
| 27. | Scott Brown            | Républicain                 | 2010 – 2013     |
| 28. | Elizabeth Warren       | Démocrate                   | 2013 – en cours |

## Classe II
| #    | Nom                    | Parti                                              | Dates du mandat |
| ---- | ---------------------- | -------------------------------------------------- | --------------- |
| 1.   | Caleb Strong           | Pro-administration / Fédéraliste                   | 1789 – 1796     |
| 2.   | Theodore Sedgwick      | Fédéraliste                                        | 1796 – 1799     |
| 3.   | Samuel Dexter          | Fédéraliste                                        | 1799 – 1800     |
| 4.   | Dwight Foster          | Fédéraliste                                        | 1800 – 1803     |
| 5.   | Timothy Pickering      | Fédéraliste                                        | 1803 – 1811     |
| 6.   | James Lloyd            | Républicain-Démocrate                              | 1811 – 1817     |
| 7.   | Harrison Gray Otis     | Fédéraliste                                        | 1817 – 1822     |
| 8.   | James Lloyd            | Fédéraliste                                        | 1822 – 1826     |
| 9.   | Nathaniel Silsbee      | National-Républicain                               | 1826 – 1835     |
| 10.  | John Davis             | National-Républicain / Whig                        | 1835 – 1841     |
| 11.  | Isaac Bates            | Whig                                               | 1841 – 1845     |
| 12.  | John Davis             | Whig                                               | 1845 – 1853     |
| 13.  | Edward Everett         | Whig                                               | 1853 – 1854     |
| 14.  | Julius Rockwell        | Whig                                               | 1854 – 1855     |
| 15.  | Henry Wilson           | Free soil / Know Nothing / Démocrate / Républicain | 1855 – 1873     |
| 16.  | George Boutwell        | Républicain                                        | 1873 – 1877     |
| 17.  | George Frisbie Hoar    | Républicain                                        | 1877 – 1904     |
| 18.  | Winthrop Crane         | Républicain                                        | 1904 – 1913     |
| 19.  | John Weeks             | Républicain                                        | 1913 – 1919     |
| 20.  | David Walsh            | Démocrate                                          | 1919 – 1925     |
| 21.  | Frederick Gillett      | Républicain                                        | 1925 – 1931     |
| 22.  | Marcus Coolidge        | Démocrate                                          | 1931 – 1937     |
| 23.  | Henry Cabot Lodge, Jr. | Républicain                                        | 1937 – 1944     |
| 24.  | Sinclair Weeks         | Républicain                                        | 1944 – 1944     |
| 25.  | Leverett Saltonstall   | Républicain                                        | 1945 – 1967     |
| 26.  | Edward Brooke          | Républicain                                        | 1967 – 1979     |
| 27.  | Paul Tsongas           | Démocrate                                          | 1979 – 1985     |
| 28.  | John Kerry             | Démocrate                                          | 1985 - 2013     |
| 29.  | Mo Cowan               | Démocrate                                          | 2013            |
| 30 . | Ed Markey              | Démocrate                                          | 2013 - en cours |